# Achatocarpus brevipedicellatus
Achatocarpus brevipedicellatus, jedna od devet biljnih vrsta roda Achatocarpus, porodica Achatocarpaceae. Raste jedino u Paragvaju kao nanofanerofit ili fanerofit (biljke iznad 3 metra visine).